# Daniel Farani
Daniel Seleni Farani (Wellington, 14 marzo 1977) è un ex rugbista a 15 neozelandese con cittadinanza samoana, in carriera attivo nel ruolo di seconda linea e 9 volte internazionale per le Samoa.

## Biografia
Daniel nasce a Wellington, in Nuova Zelanda, da genitori di origini samoane.
Si forma rugbisticamente nel Petone e nel 1997 e 1999 disputa qualche partita con la squadra provinciale di Wellington.
Nell'estate 2001 arriva in Europa, disputando stagioni con Stourbridge, Viadana, Cornish Pirates e Coventry; a Viadana conquista la Coppa Italia 2002-03.
Nel 2006 gioca una stagione in Sudafrica negli Sharks in Super 14; dal 2006 fa ritorno in Europa, i Francia, all'Albi dove disputa 4 stagioni di Top14.
Nel 2010 passa al Nîmes, in terza divisione, rimamendovi fino al termine della carriera professionistica.

### Carriera internazionale
Nel 2005 viene selezionato nella Nazionale samoana, esordendo il 2 luglio contro Tonga; nello stesso anno si aggiudica il Pacific Tri-Nations, valido per le qualificazioni alla Coppa del Mondo di rugby 2007. Successivamente disputa altri incontri nel 2005 e altri 3 test internazionali nel 2006.

## Palmarès
- Pacific Tri-Nations: 1
Samoa: 2005
- Coppe Italia: 1
Viadana: 2002-03